# Jonathon Young
Jonathon Young (* 8. Mai 1973 in Richmond Hill, Ontario) ist ein kanadischer Schauspieler. 

## Leben
Young wuchs in British Columbia mit seinem Bruder und seiner Schwester auf. Sein Vater war Lehrer und gründete ein öffentliches Theater in Armstrong (British Columbia). Sein Vater nahm ihn und seine Schwester oft mit zum Theater, wo Young die Schauspielerei entdeckte.
Bekannt wurde er für seine Rolle als Nikola Tesla in der Serie Sanctuary – Wächter der Kreaturen. Er spielte auch Nebenrollen in The Fog, Eureka und Stargate Atlantis.
Er ist Mitbegründer des Electric Company Theatre in Vancouver, bei dem er auch als Regisseur und Schauspieler tätig ist.

## Filmografie (Auswahl)
- 1996: Fröhliche Weihnachten Mr. Präsident (The Angel of Pennsylvania Avenue, Fernsehfilm)
- 1998: Firestorm – Brennendes Inferno (Firestorm)
- 1999: Die Gesetzlosen (You Know My Name, Fernsehfilm)
- 2000: Trixie
- 2000: Chain of Fools
- 2000: Road Trip in die Hölle (Blacktop, Fernsehfilm)
- 2000: Rocky Times (Fernsehfilm)
- 2001: Startup (Antitrust)
- 2001: Hals über Kopf (Head Over Heels)
- 2003: Gelegenheit macht Liebe (A Guy Thing)
- 2004: A Bear Named Winnie (Fernsehfilm)
- 2005: Eine für 4 (The Sisterhood of the Traveling Pants)
- 2005: The Score
- 2005: The Fog – Nebel des Grauens (The Fog)
- 2005: Terminal City (Fernsehserie, 8 Episoden)
- 2005, 2008: Stargate Atlantis (Fernsehserie, 2 Episoden)
- 2007: Nightwatching – Das Rembrandt-Komplott (Nightwatching)
- 2008: Control Alt Delete
- 2008–2011: Sanctuary – Wächter der Kreaturen (Sanctuary, Fernsehserie, 17 Episoden)
- 2009: Alien Trespass
- 2012: XIII – Die Verschwörung (XIII: The Series, Fernsehserie, 1 Folge)
- 2012: Murdoch Mysteries (Fernsehserie, 1 Folge)
- 2014: Eissturm aus dem All (Christmas Icetastrophe, Fernsehfilm)
- 2014: Intruders – Die Eindringlinge (Intruders, Fernsehserie, 1 Episode)
- 2015: Eadweard
- 2015–2016: Impastor (Fernsehserie, 7 Episoden)
- 2016: On the Farm (Fernsehfilm)
- 2015, 2016: Impastor (Fernsehserie, 7 Folgen)
- 2021: The Flash (Fernsehserie, 1 Folge)